# لوك بيكيت
لوك بيكيت (بالإنجليزية: Luke Beckett)‏ هو لاعب كرة قدم بريطاني، ولد في 25 نوفمبر 1976 في شفيلد في المملكة المتحدة. لعب مع أولدهام أثلتيك وستوكبورت كونتي وشيفيلد يونايتد ونادي تشستر سيتي ونادي تشيسترفيلد وهدرسفيلد تاون.

## وصلات خارجية
- لوك بيكيت على موقع قاعدة بيانات كرة القدم.إي يو (الإنجليزية)
- لوك بيكيت على موقع Soccerbase.com (لاعب) (الإنجليزية)